# 七郷堀
七郷堀（しちごうぼり）は、日本の宮城県仙台市若林区を流れる水路である。広瀬川の愛宕堰から取水し、現在はもっぱら農業用水に用いられる。名の由来は七つの村を潤したことにあり、その七村が明治時代に七郷村を作った。古くは染色のために用いられて藍染川とも呼ばれた。

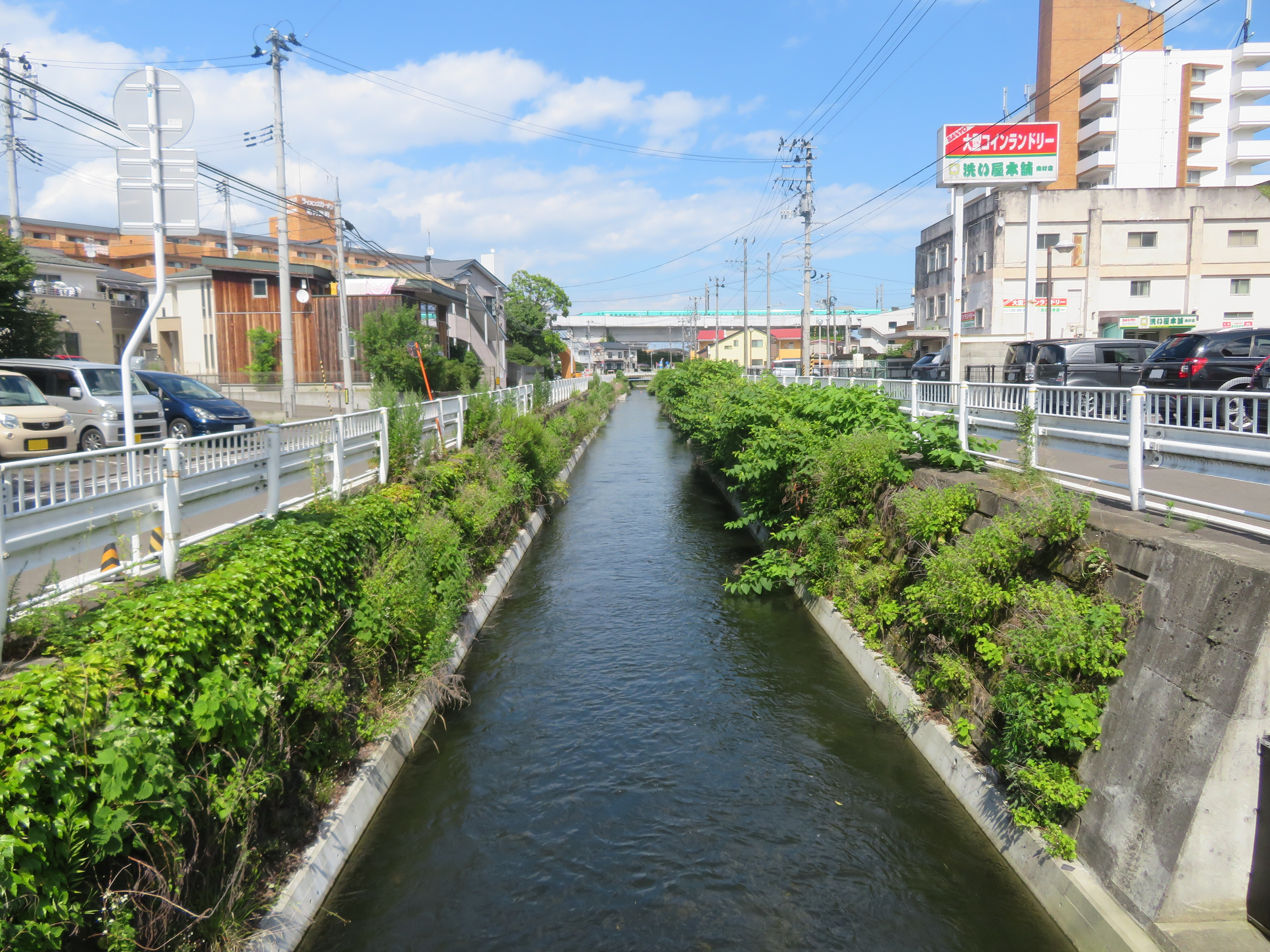
仙台市若林区南染師町付近

## 流路
| 七北田川 | 七北田川 | 七北田川 | 七北田川 | 七北田川   | 七北田川        | 七北田川            | 七北田川               | 七北田川        | 七北田川                | 太 平 洋 ・ 仙 台 湾 |
| 梅田川   | 梅田川   | 梅田川   | 梅田川   | 梅田川     | 梅田川          | 梅田川              | 七北田川               | 七北田川        | 七北田川                | 太 平 洋 ・ 仙 台 湾 |
| 広瀬川   | 七郷堀   | 七郷堀   | 七郷堀   | 高砂堀     | 七郷堀 雨水幹線 | 梅田川              | 七北田川               | 七北田川        | 海 岸 砂 丘 ・ 浜 堤 列 | 太 平 洋 ・ 仙 台 湾 |
| 広瀬川   | 七郷堀   | 七郷堀   | 七郷堀   | 高砂堀     | 岡田堀          | 岡田堀              | （用水路ネットワーク） | ↑ 貞 山 運 河 ↓ | 海 岸 砂 丘 ・ 浜 堤 列 | 太 平 洋 ・ 仙 台 湾 |
| 広瀬川   | 七郷堀   | 七郷堀   | 七郷堀   | 仙台堀     | 大江堀          | 大江堀              | （用水路ネットワーク） | ↑ 貞 山 運 河 ↓ | 海 岸 砂 丘 ・ 浜 堤 列 | 太 平 洋 ・ 仙 台 湾 |
| 広瀬川   | 七郷堀   | 七郷堀   | 七郷堀   | 仙台堀     | 仙台堀          | 霞 目 雨 水 幹 線 ↓ | （用水路ネットワーク） | ↑ 貞 山 運 河 ↓ | 海 岸 砂 丘 ・ 浜 堤 列 | 太 平 洋 ・ 仙 台 湾 |
| 広瀬川   | 七郷堀   | 七郷堀   | 按配堀   |            |                 | 霞 目 雨 水 幹 線 ↓ | （用水路ネットワーク） | ↑ 貞 山 運 河 ↓ | 海 岸 砂 丘 ・ 浜 堤 列 | 太 平 洋 ・ 仙 台 湾 |
| 広瀬川   | 七郷堀   | 六郷堀   | 沖野堀   | 富岡堀     | 富岡堀          | 霞 目 雨 水 幹 線 ↓ | （用水路ネットワーク） | ↑ 貞 山 運 河 ↓ | 海 岸 砂 丘 ・ 浜 堤 列 | 太 平 洋 ・ 仙 台 湾 |
| 広瀬川   | 七郷堀   | 六郷堀   | 沖野堀   | 館東用水路 |                 | 霞 目 雨 水 幹 線 ↓ | （用水路ネットワーク） | ↑ 貞 山 運 河 ↓ | 海 岸 砂 丘 ・ 浜 堤 列 | 太 平 洋 ・ 仙 台 湾 |
| 広瀬川   | 七郷堀   | 六郷堀   | 中日堀   | 中堀       | 中堀            | 霞 目 雨 水 幹 線 ↓ | （用水路ネットワーク） | ↑ 貞 山 運 河 ↓ | 海 岸 砂 丘 ・ 浜 堤 列 | 太 平 洋 ・ 仙 台 湾 |
| 広瀬川   | 七郷堀   | 六郷堀   | 中日堀   | 中堀       | 今泉堀          | 霞 目 雨 水 幹 線 ↓ | （用水路ネットワーク） | ↑ 貞 山 運 河 ↓ | 海 岸 砂 丘 ・ 浜 堤 列 | 太 平 洋 ・ 仙 台 湾 |
| 広瀬川   | 七郷堀   | 六郷堀   | 中日堀   | 日辺堀     |                 | 霞 目 雨 水 幹 線 ↓ | （用水路ネットワーク） | ↑ 貞 山 運 河 ↓ | 海 岸 砂 丘 ・ 浜 堤 列 | 太 平 洋 ・ 仙 台 湾 |
| 広瀬川   | 広瀬川   | 広瀬川   | 広瀬川   | 名取川     | 名取川          | 霞 目 雨 水 幹 線 ↓ | 名取川                 | 名取川          | 海 岸 砂 丘 ・ 浜 堤 列 | 太 平 洋 ・ 仙 台 湾 |
| 名取川   | 名取川   | 名取川   | 名取川   | 名取川     | 名取川          | 名取川              | 名取川                 | 名取川          | 名取川                  | 太 平 洋 ・ 仙 台 湾 |

## 歴史
正確な開削年は不明だが、江戸時代初期に既にあり、その頃作られたと推測される。水路とともに七つの村の農業用水として使われた。小泉、蒲町、荒井、六丁目、伊在、長喜城、霞目の村々である。
伊達政宗が死ぬと、その霊廟である瑞鳳殿造営にともなう移転によって、予定地そばに住んでいた染師（染物職人）は2か所に移転させられた。城下中心に近い上染師町と、南東に外れた南染師町であった。南染師町に移った染師は七郷堀の水を染色に用いた。染師の家は水際に降りるための階段を備え、これを川戸（かど）といった。
細かな流路について江戸時代の記録はないが、明治時代初めには、小泉堀、荒井堀を分けた後、さらに北か北東に流れつつ、院主堀、岡田堀を分け、舟挽堀に合流した。これらの分流は、いずれも七郷堀の右岸方向、東に向けて分かれた。
七郷堀の取水場所の少しばかり川下に六郷堀の取水場所があった。そのため渇水時には六郷堀に水が入らなくなり、水争いが絶えなかった。そこで1954年に愛宕堰を設け、ここから一つの水路に導き、途中で分水する形に改めた。
20世紀には水が必要な時期を除いて水を抜いていたが、2005年（平成17年）から景観と自然環境のために通年導水されるようになった。

## 主な橋
- 蔵前橋 - 国道4号
- 舟丁橋
- 愛染橋
- 南染師橋
- 七郷堀橋梁 - 東北新幹線、東北本線
- 東（あずま）橋 - 東街道